# Sianów
Sianów (udtale: [ˈɕanuf]; tysk: Zanow)   er en by i den nordøstlige del af voivodskabet Vestpommern i  den nordvestlige del af Polen. Byen  har 6.545(2021) indbyggere og et areal på 13,51  km², og er en del af  powiatet Koszalin. Sianów er medlem af Cittaslow. 

## Geografi
Landsbyen ligger i Bagpommern, i dalen til vandløbene Pollnitz og Nestbach og på den østlige skråning af Gollenberg (Góra Chełmska), omkring ti kilometer nordøst for Köslin (Koszalin).
I de ældste dokumenter, hvori deres privilegier blev dokumenteret, hedder byen Sanow og Tzanow.
Et dokument fra 1311 viser, at slotsbyen Sanowe var ejet af  kastellanfamilien Swenzo. I 1343 tildelte deres efterkommer Peter von Pollnow Zanow stadsret efter Lübeck lov. I 1357 blev byen solgt til biskoppen af Kamień Pomorski. Derefter bliver ejerstrukturen uklar, for i 1372 blev Zanow opført blandt Pommerns hertugers besiddelser, mens dets medlemskab af Rügenwalde i 1400 blev nævnt. I 1436 erhvervede den pommerske hertug Bogislaw 9. byen og oprettede en jagthytte der. En af hans efterfølgere, hertug Bogislaw 10. blev holdt fange på slottet i 1475 - ifølge andre oplysninger i 1480 - under et angreb fra Köslin-købmænd i Zanow.  I 1483 solgte Bogislaw 10. Zanow og slottet til Jürgen Kleist. Efter reformationens indførelse i Pommern blev der i 1560 åbnet en verdslig skole i Zanow.
Under Napoleonskrigene blev Zanow erobret af et polsk regiment allieret med franskmændene. De høje udgifter til besættelse ødelagde byen i mange år. Fra 1815 tilhørte Zanow Preussen. Efter at Chausseen Stettin–Danzig stod færdig, byggede handelsråd August Kolbe  i 1848 en tændstikfabrik på stedet hvor det faldefærdige slot lå, som efter tilslutningen voksede til en stor virksomhed.  Den økonomiske succes afspejlede sig i livlig byggeaktivitet i byen, og der blev bygget talrige moderne beboelsesbygninger i byens centrum. I 1879 blev et nyt rådhus indviet på markedspladsen.